# Квемо-Чочети
Квемо-Чочети (груз. ქვემო ჩოჩეთი) — село в Грузии, на территории Каспского муниципалитета края (мхаре) Шида-Картли.

## География
Село находится в центральной части Грузии, на левом берегу реки Кавтуры (правый приток Куры), на расстоянии приблизительно 9 километров (по прямой) к юго-юго-востоку от города Каспи, административного центра муниципалитета. Абсолютная высота — 643 метра над уровнем моря.

## Население
По результатам официальной переписи населения 2014 года, в Квемо-Чочети проживало 488 человек (254 мужчины и 234 женщины). В национальной структуре населения грузины составляли 99,2 %, осетины — 0,4 %, армяне — 0,4 %.
| Год  | Население, человек |
| ---- | ------------------ |
| 2002 | 498                |
| 2014 | ↘ 488              |